# 왓퍼드 FC
왓퍼드 축구 클럽(영어: Watford Football Club)은 하트퍼드셔주 왓퍼드를 연고로 하는 잉글랜드 EFL 챔피언십의 축구단이다.

## 개요
1881년에 창단해 2~3부 리그를 오가다가 1982년에 1부 리그로 승격하여 승격 첫 시즌인 1982-83 시즌에서 2위에 올랐다. 그러나 이후부터 부진을 거듭하여 1988년에 2부 리그로 강등되었고, 이후 1999년과 2006년 시즌 두 번에 걸쳐 승격되었으나, 두 번 모두 그 해에 다시 강등되었다.
14-15시즌 2위를 하면서, 프리미어리그로 다시 승격했다.
1976년 엘튼 존이 이 팀을 인수해 1987년까지 구단주를 지냈으며, 2012년부터 이탈리아의 포초 일가가 구단주를 맡고 있다.
왓퍼드의 전통적인 라이벌은 루턴 타운으로 알려져 있다.

## 최근 현황
프리미어리그 2006-07 시즌을 20위로 마감하여, 챔피언십리그로 강등되었다.
2007-08 시즌에는 팀을 승격시켰던 에이디 부스로이드 감독이 성적 부진으로 사임하였다. 당시 2군 감독이었던 말키 매케이가 잠시 감독직을 대행했고, 왓퍼드는 첼시 FC의 2군 감독이었던 브렌던 로저스를 감독으로 영입하였다.
2008-09 시즌이 끝나자 로저스는 레딩 FC의 스티브 코펠 감독의 빈자리를 메우게 되어서 2009년 6월 15일 매케이가 정식으로 감독이 되었고, 왓퍼드 FC는 매케이의 지도 아래 2009-10 시즌을 14승 12무 20패로 16위로 마감하였다.
매케이가 2010-11 시즌을 14위로 마감하고 카디프 시티 FC로 자리를 옮김에 따라, 2011년 6월 11일 숀 다이치가 감독직을 승계하였다.
2012년 7월부터 잔프랑코 졸라, 주세페 사니노, 오스카르 가르시아 후니엔트, 빌리 매킨리가 감독을 지냈다.
이후 슬라비샤 요카노비치 감독이 2014-15시즌에 팀을 2위로 이끌면서 8년만에 다시 프리미어리그로 승격했다.
프리미어리그 재승격 후 키케 산체스 플로레스, 발테르 마차리, 마르쿠 실바, 하비 그라시아가 차례로 감독을 맡았고 2015-16 시즌 13위, 2016-17 시즌 17위, 2017-18 시즌 14위를 기록했다.

## 구성원
주요임원 명단
- 구단주: 지노 포초(Gino Pozzo)
- 종신명예회장: 엘튼 존
- 대표이사 회장: 스콧 덕스베리(Scott Duxbury)
- 감독: 슬라벤 빌리치

## 선수 명단
|  | 2022년 2월 2일 기준 1군 선수 명단 |

참고: FIFA 자격 규정에 따라 소속된 국가대표팀 국기를 표시합니다. 선수는 복수의 FIFA 비회원국 국적을 가지고 있을 수 있습니다.
| 번호 | 포지션 | 국적         | 이름                             |
| ---- | ------ | ------------ | -------------------------------- |
| 1    | GK     | 잉글랜드     | 벤 포스터                        |
| 2    | DF     | 잉글랜드     | 제레미 은가키아                  |
| 3    | DF     | 잉글랜드     | 대니 로즈                        |
| 4    | MF     | 나이지리아   | 피터 에테보 (스토크 시티로 임대) |
| 5    | DF     | 나이지리아   | 윌리엄 트루스트에콩              |
| 6    | MF     | 모로코       | 임란 루자                        |
| 7    | FW     |              | 조슈아 킹                        |
| 8    | MF     | 잉글랜드     | 톰 클레벌리                      |
| 10   | FW     |              | 주앙 페드루                      |
| 11   | DF     | 모로코       | 아담 마시나                      |
| 12   | MF     |              | 켄 세마                          |
| 13   | DF     | 카메룬       | 니콜라 은쿨루                    |
| 14   | DF     | 코트디부아르 | 하산 카마라                      |
| 15   | DF     | 북아일랜드   | 크레이그 카스카트                |
| 16   | MF     | 잉글랜드     | 댄 고슬링                        |

| 번호 | 포지션 | 국적             | 이름                |
| ---- | ------ | ---------------- | ------------------- |
| 17   | FW     | 잉글랜드         | 애슐리 플레처       |
| 19   | MF     |                  | 무사 시소코 (주장)  |
| 21   | DF     |                  | 키코 페메니아       |
| 22   | DF     |                  | 사미르              |
| 23   | FW     | 세네갈           | 이스마일라 사르     |
| 25   | FW     | 나이지리아       | 엠마누엘 데니스     |
| 26   | GK     |                  | 다니엘 바흐만       |
| 27   | DF     |                  | 크리스티앙 카바셀레 |
| 28   | FW     | 나이지리아       | 새뮤얼 칼루         |
| 29   | FW     | 콜롬비아         | 쿠초 에르난데스     |
| 31   | DF     |                  | 프란시스코 시에랄타 |
| 33   | MF     | 슬로바키아       | 유라이 쿠츠카       |
| 34   | FW     | 잉글랜드         | 콰드워 바           |
| 35   | GK     | 아일랜드         | 롭 엘리엇           |
| 39   | MF     | 콩고 민주 공화국 | 에도 카옘베         |

### 임대 선수 명단
참고: FIFA 자격 규정에 따라 소속된 국가대표팀 국기를 표시합니다. 선수는 복수의 FIFA 비회원국 국적을 가지고 있을 수 있습니다.
| 번호 | 포지션 | 국적       | 이름                                       |
| ---- | ------ | ---------- | ------------------------------------------ |
| 20   | MF     | 포르투갈   | 도밍구스 퀴나 (반즐리로 임대)              |
| 24   | MF     | 나이지리아 | 톰 델레바시루 (레딩로 임대)                |
| 36   | FW     | 잉글랜드   | 조셉 헝보 (로스 카운티로 임대)             |
| —    | FW     |            | 필리프 징케르나겔 (노팅엄 포리스트로 임대) |

| 번호 | 포지션 | 국적       | 이름                                       |
| ---- | ------ | ---------- | ------------------------------------------ |
| —    | FW     | 자메이카   | 안드레 그레이 (퀸즈 파크 레인저스로 임대)  |
| —    | FW     | 베네수엘라 | 아달베르토 페냐란다 (UD 라스팔마스로 임대) |
| —    | FW     |            | 이그나시오 푸세토 (우디네세로 임대)        |

## 역대 감독
| 감독                       | 임기        |
| -------------------------- | ----------- |
| 잔루카 비알리              | 2001 ~ 2002 |
| 브렌던 로저스              | 2008 ~ 2009 |
| 오스카르 가르시아 후니엔트 | 2014        |
| 하비 그라시아              | 2018 ~ 2019 |
| 로이 호지슨                | 2022        |

### 내용주
1. ↑  1990년에 종신명예회장(honorary Life-President)에 임명됐다.

### 참조주
1. ↑  “Vicarage Road Watford, Info & Map”. 《프리미어리그 공식 웹사이트》 (영어). 2016년 9월 28일에 확인함.
2. ↑  “Ownership”. 《왓퍼드 FC 공식 웹사이트》 (영어). 2018년 5월 29일에 확인함.
3. ↑  “First Team”. 《왓퍼드 FC 공식 웹사이트》 (영어). 2018년 5월 29일에 확인함.